# Коледарски цареви
„Коледарски цареви“ (блр. Цары Каляды) представљају обред, са елементима традиционалног божићног карневала и народне драме „Цар Максимилијан“, који се дешава само у селу Семежеву за дочек Нове године по старом Јулијанском календару, који се слави 13. јануара. Традиција датира из 18. века и поприма облик представе у којој се младићи - коледари облаче као „цареви“ у беле везене кошуље, високе шешире са тракама, и посећују куће младих неудатих девојака да изводе мале комичне представе за разне посластице и награде. Људи верују да посета „царева“ доноси мир, хармонију и богатство на годину дана.

## Историја
У 18. веку у Семежеву је био стациониран одред руске војске. Током божићних празника војници и официри обилазили су село честитајући људима Божић и приказујући мале наступе, играјући и певајући песме и тражећи посластице. Када је одред напустио село, локални људи, углавном младићи, почели су се облачити у костиме који су подсећали на војне униформе током божићних празника. Мештани су те ликове назвали „царевима“.
У 17 - 18. веку у Семежеву су се неколико пута годишње одржавали сајмови са представама позоришта Батлејка (божићна луткарска представа), врачарама, медведима и другим забавама. До краја 18. века, позориште Батлејка изводили су углавном глумци, а касније и сељаци. Из представа Батлејке позајмљена је драма „Цар Максимилијан“. Његов заплет претворен је у народну драму у којој уместо лутака улоге изводе људи. Сеоски стил живота такође је помогао да се Батлејка представе претворе у животне представе. Распоред у селу карактеришу „линеарна имања“, типичан стил сеоске архитектуре, када су све зграде у оквиру фарме изграђене у једној линији и повезане пространим пролазима. Посебно је ова врста пролаза, који се могао користити и као „позорница“ и „гледалиште“ у којој је смештена гомила гледалаца, била добра за обред. Овај обред је реконструисан: традиција извођења „царева“ у Семежеву преносила се са генерације на генерацију све до краја 1950. године, када је обред био забрањен. Ипак, чак и у совјетско време сељани су наставили да славе Божић без званичног одобрења. Обред је оживљен 1997. године захваљујући личном интересу локалне заједнице и подршци научних радника.

## Традиција
Реч "Kalyady" потиче од латинског "calenda" - старог римског празника који означава почетак нове године. Људи су изводили обреде како би угодили прецима или природи и тражили добробит у наредној години. Црква је "Kalyady" претворила у двонедељни празнични период за прославу Исусовог рођења и Богојављења. У овом источнословенском споју хришћанских и паганских свечаности може се уживати скоро месец дана, почевши од дана зимског солстиција. Многе локалне свечаности постале су нематеријално културно наслеђе Белорусије.
Обичај "Божоћних коледара" од куће до куће врло је стара, предправославна традиција, која се касније поклопила са Божићем и догађа се 13. јануара у Копиљском округу у Минској области, комбинујући празнично расположење белоруског Божића, Новогодишњи карневал и традиционални фолклор са комичним приказом.
Око 500 мушкараца учествује у обреду Божићних царева, од којих је седам изабрано за улогу „Каљадских царева“ у националној историјско-верској драми „Цар Максимилијан“. Обично постоји седам „царева“, од којих сваки има посебно име, попут цара Максимилијана, цара Мамаја, цара Ивана Грозног итд. Догађај укључује наступ одабраних седам младића који играју различите улоге лекара, музичара, бубњара, а поред њих су и Деда и Баба (старац и старица). Извођачи су обучени у беле панталоне и кошуље, са црвеним везеним каишевима укрштеним на грудима, и високим капама украшеним шареним папирним тракама. Током драме посећују локалне куће неудатих девојака како би извели комичне представе и примили добре жеље и награде. Поворка се наставља у ноћ, осветљена бакљама. Крећући се сеоском улицом, поворка изводи историјску верску драму „Цар Максимилијан“ са живописним сценама. Културно је веровање да годишња посета "цара" доноси хармонију, мир и богатство, па локално становништво дочекује "цареве" отвореног срца.

## УНЕСКО-в регистар
Традиција Божићних царева 2009. године додата је на УНЕСКО-ву листу нематеријалног културног наслеђа. Укључивањем драматичних алузија на аспекте савременог живота, као и на етничке заједнице, групе и појединце, драма је успостављена као живописан пример културне разноликости. Тренутно, иако је популарна код старијих становника, опада интересовање код млађе генерације. Ово може резултирати празнином у преношењу знања о производњи костима, инструмената, унутрашњих декорација и посебних јела повезаних са догађајем - нематеријалног наслеђа које можда неће надживети садашњу генерацију становника.